# SKY (đại học)
SKY là thuật ngữ được dùng để chỉ ba trường đại học danh tiếng nhất ở Hàn Quốc bao gồm: Đại học Quốc gia Seoul, Đại học Hàn Quốc và Đại học Yonsei.  Thuật ngữ này được sử dụng rộng rãi ở Hàn Quốc trên các phương tiện truyền thông đại chúng và bởi chính các trường đại học.
Ở Hàn Quốc, việc trúng tuyển vào một trong ba trường đại học SKY được coi là quyết định sự nghiệp và địa vị xã hội của một người. Nhiều chính trị gia, luật sư, bác sĩ, kỹ sư, nhà báo, giáo sư và nhà hoạch định chính sách có ảnh hưởng nhất của Hàn Quốc đã tốt nghiệp tại một trong những trường đại học thuộc SKY.

## Các trường thành viên
| Tổ chức                | Kiểu                | Vị trí                            | Thành lập | Nhân viên học tập | Tuyển sinh đại học | Tuyển sinh sau đại học | Khẩu hiệu                                                                              | Xếp hạng             | Xếp hạng        | Xếp hạng           | Xếp hạng      | Xếp hạng         |
| Tổ chức                | Kiểu                | Vị trí                            | Thành lập | Nhân viên học tập | Tuyển sinh đại học | Tuyển sinh sau đại học | Khẩu hiệu                                                                              | Thế giới ARWU (2022) | Thế giới (2023) | Thế giới QS (2024) | Châu Á (2023) | QS Châu Á (2023) |
| ---------------------- | ------------------- | --------------------------------- | --------- | ----------------- | ------------------ | ---------------------- | -------------------------------------------------------------------------------------- | -------------------- | --------------- | ------------------ | ------------- | ---------------- |
| Đại học Quốc gia Seoul | Công lập (Quốc gia) | Sillim-dong, Gwanak-gu, Seoul     | 1946      | 2,278 (2022)      | 15,870 (2022)      | 12,394 (2022)          | Veritas lux Mea 진리는 나의 빛                                                         | 98                   | 56              | 41                 | 11            | 17               |
| Đại học Cao Ly         | Tư thục             | Anam-dong, Seongbuk-gu, Seoul     | 1905      | 1,511 (2022)      | 19,598 (2022)      | 9,847 (2022)           | Libertas, Justitia, Veritas 자유, 정의, 진리                                           | 201–300              | 201–250         | 79                 | 27            | 15               |
| Đại học Yonsei         | Tư thục             | Sinchon-dong, Seodaemun-gu, Seoul | 1885      | 1,712 (2022)      | 18,200 (2022)      | 11,632 (2022)          | "The truth will set you free" (John 8:32) 진리가 너희를 자유케 하리라. (요한복음 8:32) | 201–300              | 78              | 76                 | 13            | 12               |

## Lịch sử
- 1885: Thành lập Học viện Cao đẳng Y tế và Bệnh viện (Một phần của Đại học Yonsei). Bệnh viện và viện hàn lâm hiện đại đầu tiên được xây dựng tại Hàn Quốc.
- 1895: Cựu học viện đại học luật quốc gia Seoul được thành lập.
- 1905: Cao đẳng Bosung được thành lập
- 1915: Thành lập trường Yonhi
- 1924: Trụ sở chính và các khoa dự bị của Đại học Hoàng gia Keijō được thành lập bởi Nhật Bản. Trường đại học này là tiền thân chính của Đại học Quốc gia Seoul.
- 1926: Ba khoa (Luật, Khoa học Y tế và Khoa học Con người) của Đại học Hoàng gia Keijō được Nhật Bản khai trương. Đây là những tổ chức giáo dục đại học chính thức đầu tiên trong thời kỳ thuộc địa. Trường đại học này là trường đại học duy nhất tại Hàn Quốc vào thời điểm đó do sự áp bức của Nhật Bản. Chính phủ Nhật Bản không chấp thuận thành lập bất kỳ trường đại học nào trừ Đại học Hoàng gia Keijō.
- Tháng Tám 1946: Đại học Quốc gia Seoul được thành lập bằng cách sáp nhập một số tổ chức của Nhật Bản - bao gồm Đại học Hoàng gia Keijō - về giáo dục đại học quanh Seoul
- tháng 8/1946: Cao đẳng Bosung đổi tên thành Đại học Hàn Quốc
- tháng 8/1946: Cao đẳng Yonhi đổi tên thành Đại học Yonhi
- Tháng 1/1957: Trường Cao đẳng Y tế và Bệnh viện Severance và Đại học Yonhi sáp nhập vào Đại học Yonsei

## Công nhận quốc gia
Năm 2010, có báo cáo rằng 46,3% quan chức chính phủ và 50% CEO của các tập đoàn tài chính lớn là sinh viên tốt nghiệp của các trường đại học SKY. Ngoài ra, hơn 60% sinh viên đã vượt qua kỳ thi Luật sư Hàn Quốc năm 2010 là những người tốt nghiệp các trường đại học SKY. Việc được nhận vào một trong những trường đại học này thường đòi hỏi sinh viên phải nằm trong top 1% bài kiểm tra năng lực Scholastic của trường đại học Hàn Quốc.

## Mối quan tâm
Đã có một số sinh viên đại học SKY bỏ học để phản đối tinh hoa học thuật quá nóng của Hàn Quốc.

## Phổ biến
- SKY Castle, một bộ phim truyền hình vào giờ thứ sáu, thứ bảy (2018-2019) của JTBC
- Trong tiểu thuyết Huyền bí, nhân vật chính Yoo-sung Kim là một sinh viên tại một trường được mệnh danh là "Đại học SKY".